# Hockey Club Junior Milano Vipers
L'Hockey Club Junior Milano Vipers fu una squadra di hockey su ghiaccio di Milano attiva dal 1998 al 2008. Nella sua storia ha vinto per cinque volte il campionato italiano,  tre  Coppe Italia e tre Supercoppe italiane. In ambito internazionale poteva vantare 6 partecipazioni alla IIHF Continental Cup raggiungendo una volta la finale della manifestazione.

## Storia
La società fu fondata nel 1998 sulle ceneri dell'HC Milano Saima nata invece nella stagione 1985-86. La prima squadra militò in Serie A dalla stagione 1998-99 (con il nome di SG Saima Cortina-Milano, dopo un accordo tra le due società).
Nella stagione 1999-00 si iscrisse alla Elite League Francese, con la denominazione di Hockey Club Junior Milano. Nonostante le rassicurazioni ricevute e le limitazioni accettate dalla società per poter partecipare (rinuncia all'eventuale titolo di campione di Francia, rinuncia all'eventuale diritto di partecipare alla EHL e obbligo di tesseramento di 5 giocatori con passaporto francese), la squadra fu estromessa dalla competizione, per iniziativa del ministro dello sport, quando già si trovava a Caen per la prima giornata. Con ormai il calendario stilato, si decide di far disputare regolarmente le partite, ma che quelle contro il Milano non sarebbero valse per il campionato. In palio, un trofeo denominato coppa italo-francese. Le finali della coppa si tennero a Milano, e videro coinvolte quattro squadre: Milano, Reims, Rouen e Caen. Il Milano perse il primo incontro col Rouen (che alla seconda giornata fu sconfitto dal Reims), vincendo poi il secondo col Caen (che alla prima giornata aveva perso col Reims). Si decise dunque tutto all'ultima giornata: il Caen fu sconfitto dal Rouen, mentre la partita tra Milano e Reims fu prima sospesa a causa di una rissa poi annullata per il ritiro dei francesi, con conseguente vittoria per i meneghini a tavolino (5-0). Con le tre squadre a 4 punti, il Milano pensava di essersi aggiudicato il trofeo grazie alla classifica avulsa, ma quando già il capitano Maurizio Bortolussi aveva sollevato la coppa, giunse la decisione della federazione francese di penalizzare il Reims di un punto. Le squadre appaiate a 4 punti erano dunque solo due e il trofeo andò al Rouen per la vittoria nello scontro diretto.
La denominazione definitiva venne assunta poi nella stagione successiva, col ritorno nel campionato italiano.
L'H.C.J. Milano Vipers fu presieduta dal Marchese Alvise di Canossa, e vantò nel corso della sua breve ma importante storia, il conseguimento di prestigiosi traguardi sportivi in Italia ed in Europa. Nella bacheca del club spiccano 5 scudetti (a cui i tifosi aggiungevano spesso quello precedente conquistato dal Saima nel 1991), 3 Coppe Italia e 3 Supercoppe italiane, oltre a una medaglia d'argento in Continental Cup e altrettanti riconoscimenti conquistati dal proprio settore giovanile.
Il 12 giugno 2008 la società ha deciso di cessare ogni attività diretta, ma dalle sue ceneri è nato un nuovo sodalizio sportivo, l'Hockey Milano Rossoblu, mirato a conservare il vivaio costruito con la vecchia società

## Cronistoria
| Cronistoria dell'Hockey Club Junior Milano Vipers |
| --- |
| - 1998 · Fondazione dell'Hockey Club Junior Milano. - 1998-1999 · 3º in Serie A, semifinale dei play-off scudetto . - 1999-2000 · Partecipa al campionato francese . Prima fase a gironi di IIHF Continental Cup. - 2000 · Assume la denominazione Hockey Club Junior Milano Vipers. - 2000-2001 · 3º alla prima fase, 3º alla seconda fase in Serie A, finale dei play-off scudetto. Finale di Coppa Italia. Prima fase a gironi di IIHF Continental Cup. - 2001-2002 · Campione d'Italia (1º titolo). Vince la Supercoppa Italiana (1º titolo). Finale di IIHF Continental Cup. - 2002-2003 · Campione d'Italia (2º titolo). Vince la Vince la Coppa Italia (1º titolo). Vince la Supercoppa Italiana (2º titolo). Terzo turno di IIHF Continental Cup. - 2003-2004 · Campione d'Italia (3º titolo). Finale di Coppa Italia. Finale di Supercoppa Italiana. Prima fase a gironi di IIHF Continental Cup. - 2004-2005 · Campione d'Italia (4º titolo). Vince la Vince la Coppa Italia (2º titolo). Finale di Supercoppa Italiana. 4º nel girone finale di IIHF Continental Cup. - 2005-2006 · Campione d'Italia (5º titolo). Vince la Vince la Coppa Italia (3º titolo). - 2006-2007 · 3º alla prima fase, 2º alla seconda fase in Serie A, finale dei play-off scudetto. 2º nel girone finale di Coppa Italia. Vince la Supercoppa Italiana (3º titolo). - 2007-2008 · 4º alla prima fase, 2º alla seconda fase in Serie A, semifinale dei play-off scudetto. Quarti di finale di Coppa Italia. - 2008 · Al termine della stagione sportiva 2007-2008 cessa l'attività e la società viene sciolta. La gestione del settore giovanile viene ereditata dall'Hockey Milano Rossoblu. |

## Palmarès
11 trofei
- Campionato italiano: 5

2001-2002, 2002-2003, 2003-2004, 2004-2005, 2005-2006
- Coppa Italia: 3

2002-2003, 2004-2005, 2005-2006
- Supercoppa italiana: 3

2001, 2002, 2006

## Statistiche

### Partecipazioni ai campionati
| Livello | Categoria | Partecipazioni | Debutto   | Ultima stagione | Totale |
| ------- | --------- | -------------- | --------- | --------------- | ------ |
| 1º      | Serie A   | 9              | 1998-1999 | 2007-2008       | 9      |

### Partecipazioni alla coppe nazionali
| Competizione        | Partecipazioni | Debutto   | Ultima stagione |
| ------------------- | -------------- | --------- | --------------- |
| Coppa Italia        | 7              | 2000-2001 | 2007-2008       |
| Supercoppa Italiana | 5              | 2001      | 2006            |

### Partecipazioni alla coppe internazionali
| Competizione         | Partecipazioni | Debutto   | Ultima stagione |
| -------------------- | -------------- | --------- | --------------- |
| IIHF Continental Cup | 6              | 1999-2000 | 2004-2005       |

## Organico 2007/2008

### Staff tecnico
- Allenatore:  Adolf Insam